# Джинестра-дельї-Ск'явоні
Джинестра-дельї-Ск'явоні (італ. Ginestra degli Schiavoni) — муніципалітет в Італії, у регіоні Кампанія,  провінція Беневенто.
Джинестра-дельї-Ск'явоні розташована на відстані близько 230 км на схід від Рима, 85 км на північний схід від Неаполя, 27 км на північний схід від Беневенто.
Населення — 486 осіб (2014).
Покровитель — святий Власій.

## Демографія
Населення за роками:

Станом на 1 січня 2023 року в муніципалітеті офіційно проживало 5 іноземців з 3 країн, серед них 5 громадян країн Євросоюзу.

## Сусідні муніципалітети
- Казальборе
- Кастельфранко-ін-Міскано
- Монтекальво-Ірпіно
- Монтефальконе-ді-Валь-Форторе
- Сан-Джорджо-Ла-Молара